# Evžen Krauskopf
Evžen Krauskopf (9. dubna 1935 – 10. června 1994[zdroj?]) byl český a československý politik Československé strany lidové, vedoucí tajemník KV ČSL pro Jihočeský kraj a poslanec Sněmovny národů Federálního shromáždění za normalizace.

## Biografie
K roku 1971 a 1976 se profesně uvádí jako vedoucí tajemník Krajského výboru ČSL v Jihočeském kraji.
Ve volbách roku 1971 zasedl do české části Sněmovny národů (volební obvod č. 18 - České Budějovice, Jihočeský kraj). Mandát obhájil ve volbách roku 1976 (obvod České Budějovice), volbách roku 1981 (obvod České Budějovice) a volbách roku 1986 (obvod České Budějovice). Ve FS setrval do konce funkčního období, tedy do svobodných voleb roku 1990. Netýkal se ho tedy proces kooptace nových poslanců po sametové revoluci.